# William Bedford
William Bedford (ur. 14 grudnia 1963 w Memphis) – amerykański koszykarz, występujący na pozycji środkowego, mistrz NBA z 1990 roku, trener koszykarski.
Był uzależniony od narkotyków przez co opuścił z powodu odwyku i rehabilitacji 1,5 sezonu w NBA, tracąc możliwość udziału w finałach 1988 i 1989. Po zakończeniu kariery sportowej aresztowano go dwukrotnie za posiadanie narkotyków, w 1996 i 1997 roku. W 2001 został aresztowany za transport ponad 11 kg marihuany w Michigan. Po tym incydencie aresztowano go jeszcze dwukrotnie za marihuanę, a w 2003 roku orzeczono karę 10 lat pozbawienia wolności. Z więzienia został zwolniony w listopadzie 2011 roku. Od 2012 roku pracuje jako trener w Memphis.

## Osiągnięcia
NCAA
- Zaliczony do[4]:
  - I składu konferencji Metro (1986)
  - III składu All-American (1986 przez AP)
  - IV składu All-American (1986 przez NABC)

NBA
- Mistrz NBA (1990)[1]